# Plautilla Nelli
Plautilla Nelli (Florença, 1524 - 1588) foi uma freira e pintora italiana, a primeira mulher pintora da Renascença em Florença, Itália. Era freira do convento dominicano de Santa Catarina de Siena, localizado na Praça de São Marcos, em Florença, tendo sido fortemente influenciada por Girolamo Savonarola e Fra Bartolommeo.

## Vida pessoal
Pulisena Margherita Nelli, mais conhecida como Plautilla Nelli, nasceu em 1524 em uma rica família de Florença. Seu pai, Piero di Luca Nelli, era um rico comerciante de tecidos e seus ancestrais se originaram na região da Toscana, em Mugello, assim como a dinastia Medici, onde hoje fica o autódromo de mesmo nome. Em Florença hoje existe uma rua, Via del Canto de’ Nelli, no distrito de São Lourenço, que homenageia sua família.
Com apenas 14 anos tornou-se freira, adotando o nome de Irmã Plautilla. Seu convento, Santa Catarina de Siena, onde foi prioresa trÊs vezes, era administrado pelos frades dominicanos de São Marco, liderados por Girolamo Savonarola. Em suas pregações, Savonarola incentivava a pintura e o desenho da parte das mulheres religiosas de maneira a evitar a preguiça. Assim o convento se tornou um polo para freiras pintoras. A irmã de Plautilla, Irmã Petronilla, escreveria a biografia de Savonarola.
Plautilla tinha diversos patronos bem favorecidos, inclusive mulheres, para quem pintou grandes obras. O historiador de arte do século XVI, Giorgio Vasari, atestou que nas casas dos grandes senhores de Florença existiam tantos quadros, que seria tedioso tentar falar de todos eles.

## Estilo
Apesar de ser autodidata, Plautilla começou seus trabalhos como muitos artistas da época, copiando obras de outros artistas. Suas primeiras cópias foram de Agnolo Bronzino e de Andrea del Sarto. Sua principal fonte de inspiração vinha das cópias dos trabalhos de Fra Bartolomeo, muito próximo do estilo classicista, reforçada porém com as teorias artísticas de Savonarola. Fra Bartolomeo deixou seus esboços com seu pupilo, Fra Paolino, que por sua vez entregou à uma freira que pintava do Convento de Santa Catarina de Siena.
Seu trabalho e estilo se distingue daqueles que a influenciaram pelo grande sentimento e emoção que ela pintava nas expressões de seus retratados. As figuras chorosas eram retratadas com os olhos vermelhos, lágrimas escorrendo pelo rosto quando necessário. A maioria de seus quadros eram em grande escala, algo incomum para os trabalhos de mulheres, em especial para aquele período.
Plautilla é uma das únicas mulheres pintoras a ser mencionada no livro de Giorgio Vasari, "Lives of the Most Excellent Painters, Sculptors, and Architects" ("Vidas dos Excelentes Pintores, Escultores e Tradutores"). Seu trabalho é caracterizado pelo tema religioso, com retratos vívidos e emotivos nas faces de santos e santas. Plautilla, porém, nunca teve acesso a nenhum estudo formal de pintura e pela moral religiosa e social da época, além de suas "características femininas", ela foi proibida de estudar modelos nus.
Irmã Plautilla não produziu apenas quadros, mas também ilustrações para livros, desenhos e lentes decoradas. Seus quadros estão hoje em galerias como a Galleria degli Uffizi e em várias igrejas e conventos pela Itália. Seu grande quadro, A Última Ceia, é o primeiro na história da arte a ser pintado por uma mulher. A obra encontra-se em restauração, a ser terminada em 2018, e voltará a ser exibida no Museu de Santa Maria Novella, em Florença, quando terminado.

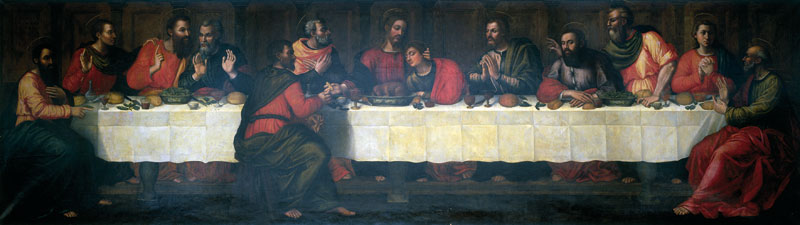
A Última Ceia, óleo sobre tela de 6,7 metros, preservado na Basílica Santa Maria Novella, o único trabalho assinado por Plautilla que sobreviveu aos dias atuais.

Seus quadros representam uma ousadia criativa sem precedentes para freiras pintoras da época, normalmente relegadas a criar miniaturas, tecidos ou esculturas em terracota e madeira. Ao criar e assinar este enorme quadro, Plautilla foi colocada em igualdade com seus contemporâneos, como Leonardo Da Vinci, Andrea del Sarto e Domenico Ghirlandaio.

## Morte
Plautilla Nelli faleceu em Florença, em data incerta, em 1588, aos 64 anos.

## Galeria

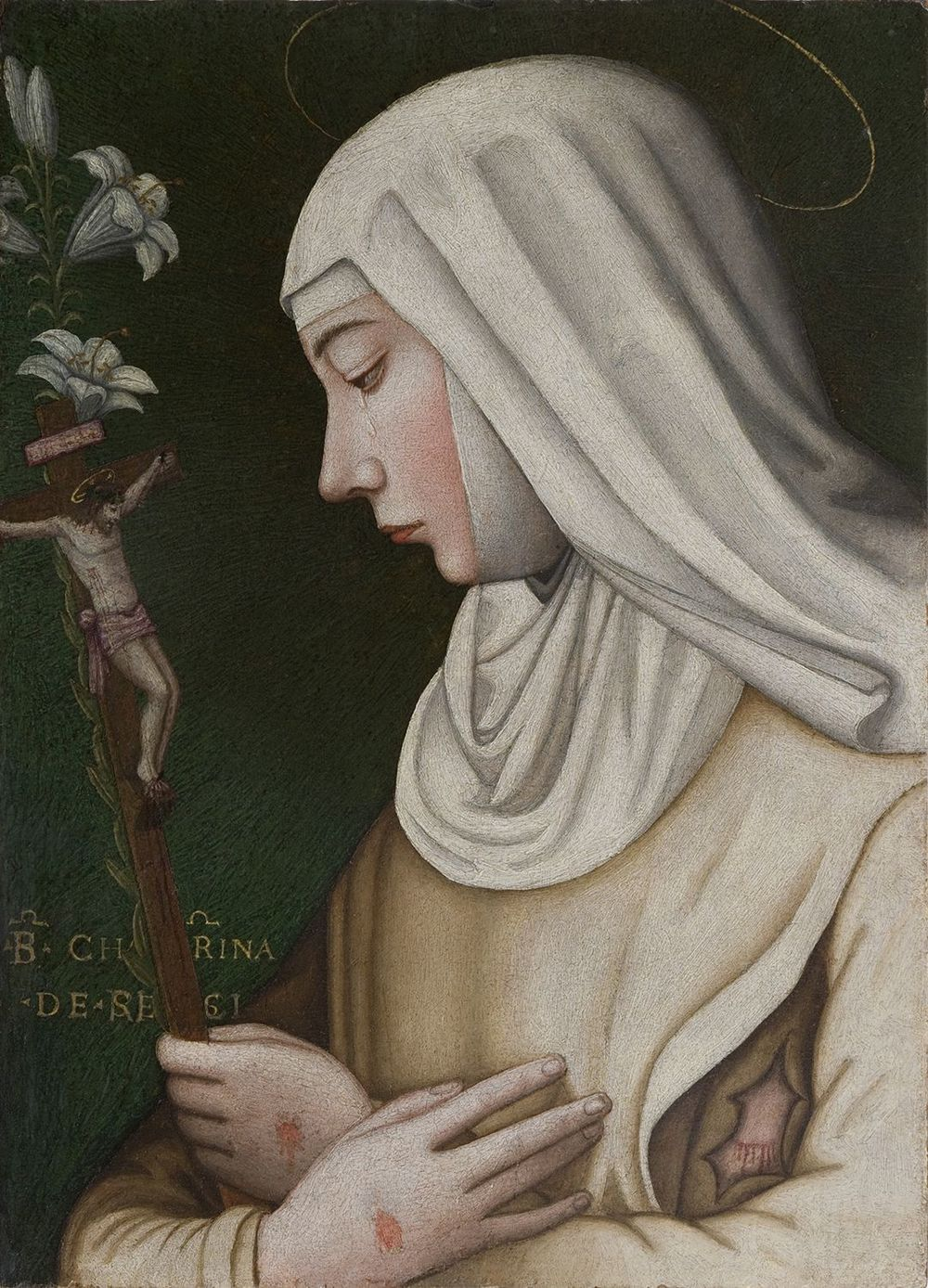
Santa Catarina com lírios, óleo sobre painel
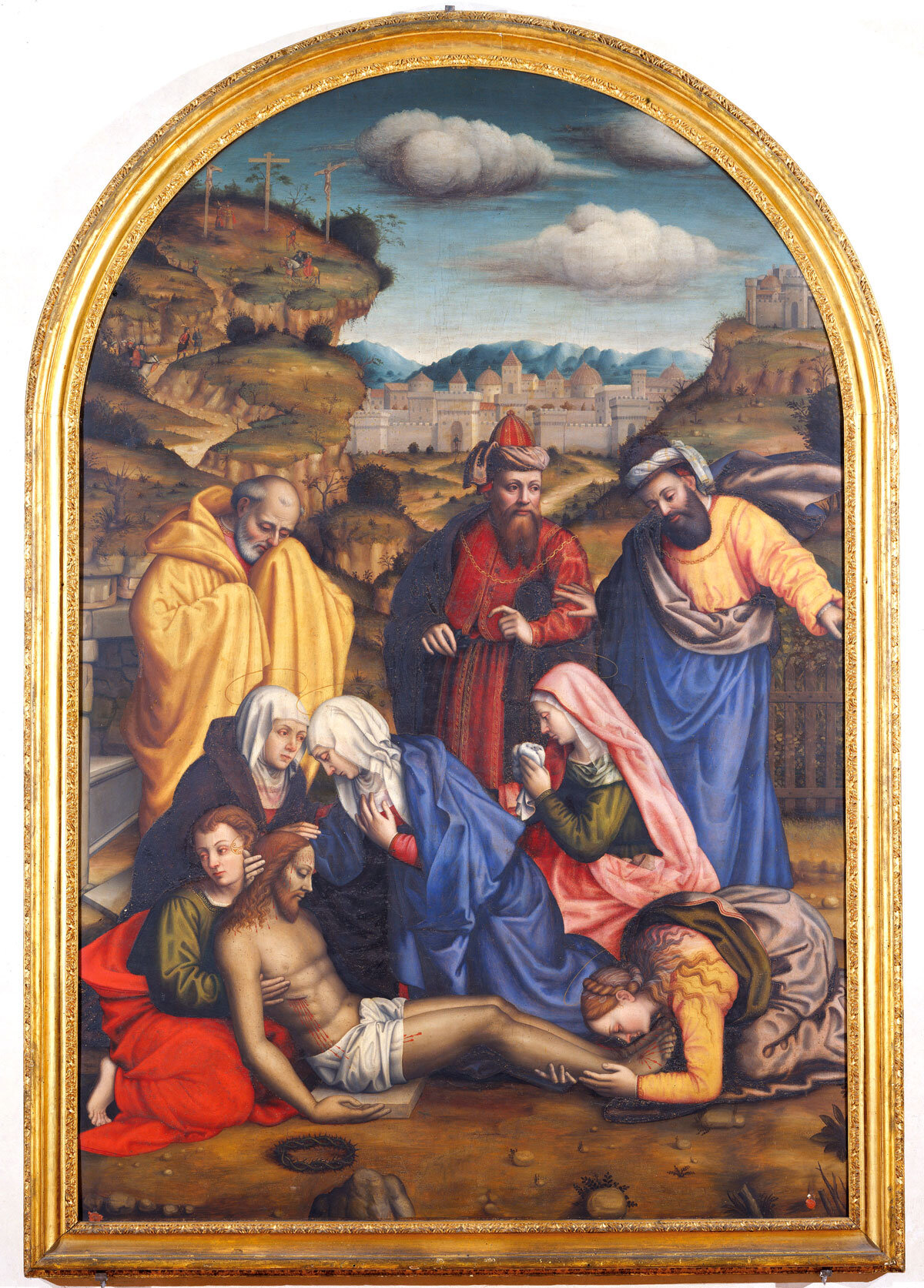
Lamentação com os Santos, óleo sobre painel
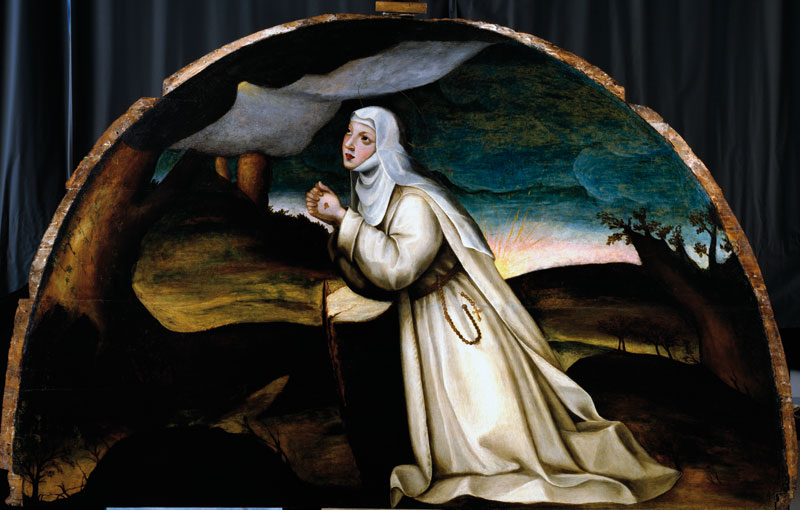
Visão de Cristo por Santa Catarina, óleo sobre painel
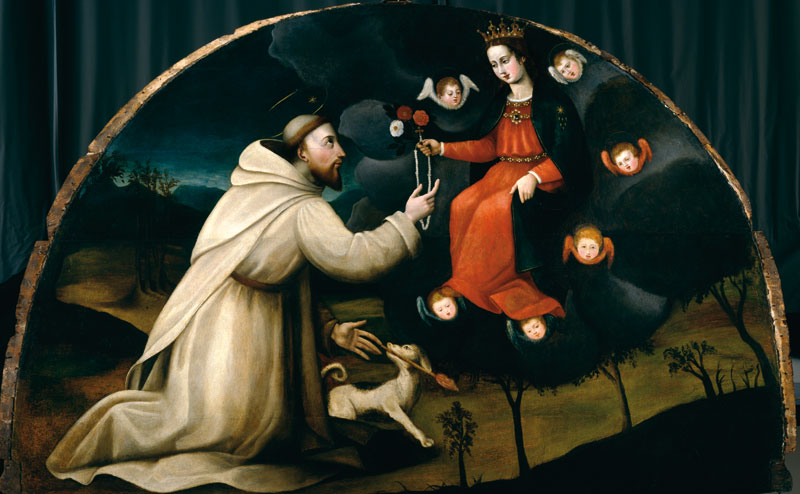
São Domingos recebe o rosário, óleo sobre madeira
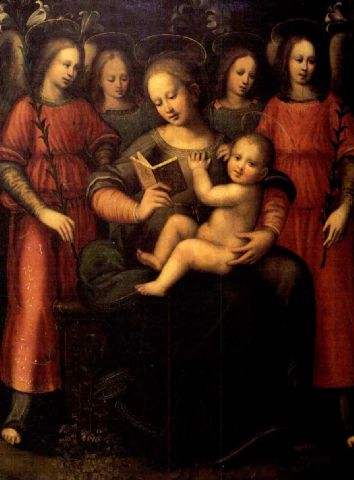
Nossa Senhora com o bebê e quatro anjos, óleo sobre madeira
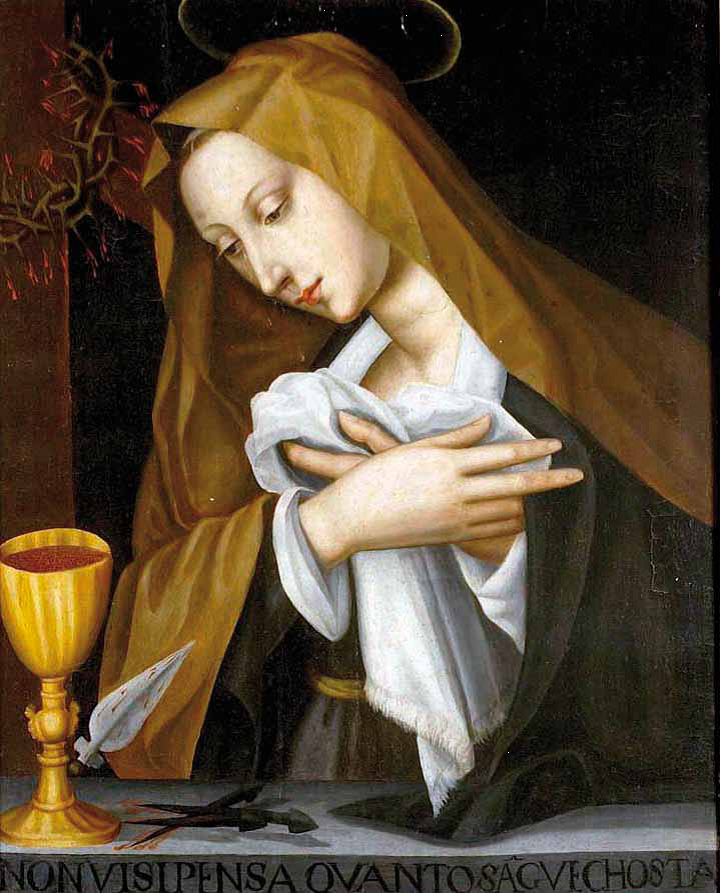
O Lamento de Nossa Senhora, óleo sobre madeira
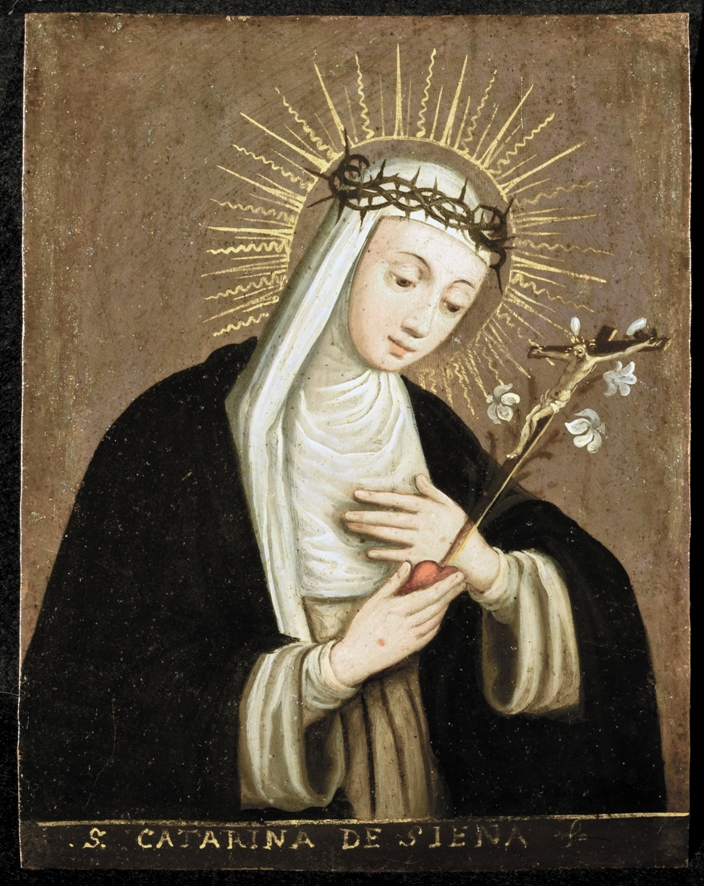
Santa Catarina de Siena, óleo sobre bronze
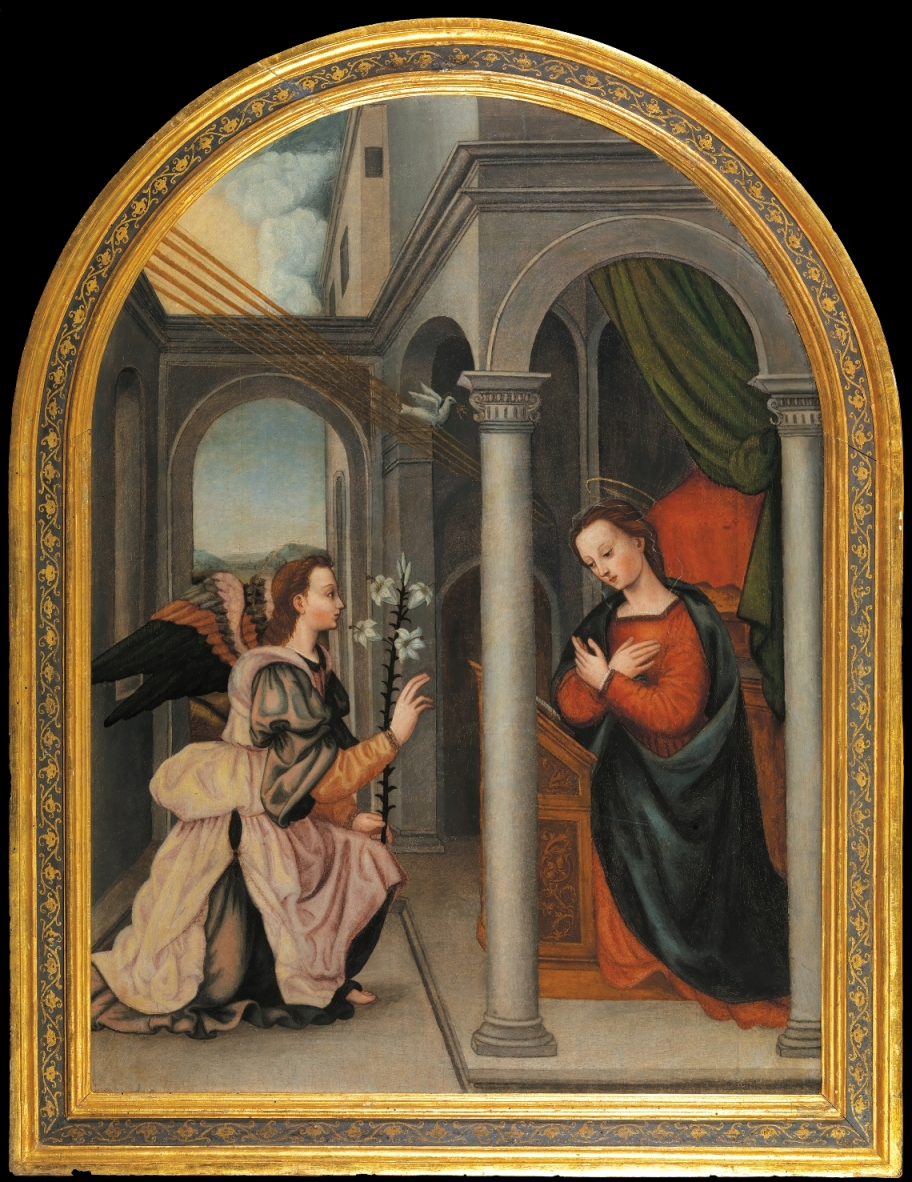
Anunciação, óleo sobre madeira
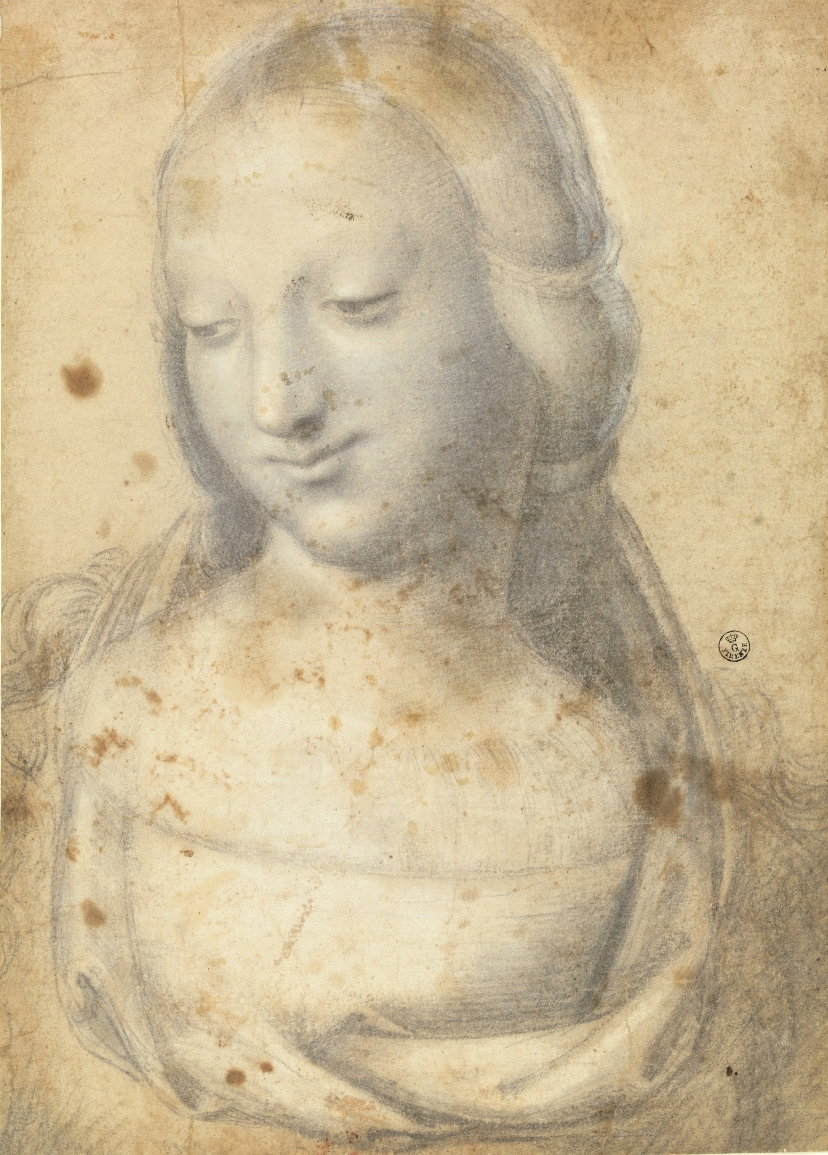
Busto de uma jovem mulher, esboço
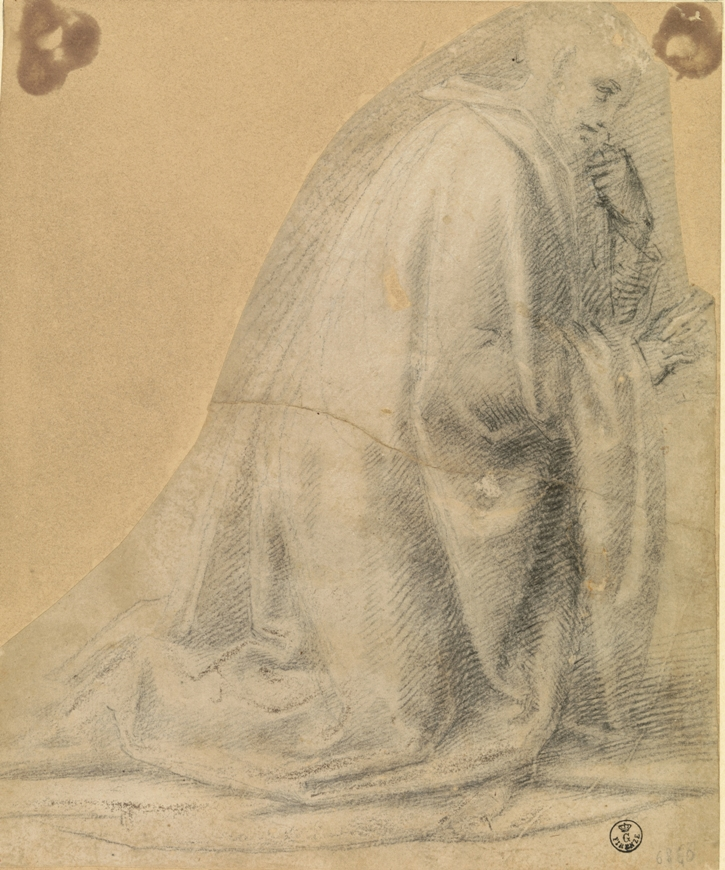
Figura masculina ajoelhada, esboço